# Margaretha Malontie
Margaretha Maria Malontie (Wanhatti, 25 maart 1959) is een Surinaams politicus. Ze was van 2005 tot 2010 lid van De Nationale Assemblée voor de NDP. Sinds 2011 is ze districtscommissaris (dc), eerst van Tapanahony en sinds 2016 van Paramacca. Van 2017 tot 2020 is ze daarnaast nestor en deken van de dc's.

## Biografie
Malontie werd geboren in het dorp Wanhatti in het district Marowijne. Vanaf haar derde ging ze naar het internaat van het nabijgelegen St. Angelina in Tamarin. Na de ulo voltooide ze de opleiding voor onderwijzeressen/kleuter-A (het latere Albert Cameron Instituut). Vervolgens werkte ze jarenlang in het onderwijs. Ze is moeder van drie jongens en drie meisjes.
Begin jaren 1980 kwam ze na een sollicitatie aan het werk bij het toenmalige ministerie van Volksmobilisatie en Districtsbestuur. Het ministerie zette in die tijd volkscomités in het binnenland op die problemen van de buurt rapporteerden en doorspeelden naar het bureau Volksmobilisatie. Malontie vergelijkt de toenmalige volkscomités met de latere burgerparticipatie. Daarna werkte ze voor het districtscommissariaat in Albina. Tijdens de Binnenlandse Oorlog (1986-1992) zag ze zich genoodzaakt om naar Paramaribo te verhuizen. Sinds 1986 werkte ze voor het commissariaat van Sipaliwini.
Tijdens de verkiezingen van 2005 kandideerde ze voor de Nationale Democratische Partij (NDP) en werd ze gekozen in De Nationale Assemblée. In 2010 werd ze niet herkozen en keerde ze voor enkele maanden terug naar de bestuursdienst. Met het aantreden van de kabinet-Bouterse I werd ze gevraagd om dc te worden van Tapanahony. Hier trad ze aan in februari 2011. In juli 2016 werd ze overgeplaatst naar het bestuursressort Paramacca. Sinds 31 maart 2017 was ze daarnaast nestor van de dc's, als oudste in jaren, en is ze als deken het aanspreekpunt is van de andere dc's. Ze werd in 2020 opgevolgd door Ose Jabini.